# Paywall

Machetă a unui paywall „dur” pe un site de știri fictiv

Un paywall este o metodă de restricționare a accesului la conținut, condiționându-l de o achiziție sau un abonament plătit, în special în cazul știrilor. Începând cu mijlocul anilor 2010, ziarele au început să implementeze paywall-uri pe site-urile lor web ca o modalitate de a crește veniturile după ani de scădere a veniturilor publicitare și a cititorilor de tipărite plătite, parțial din cauza utilizării blocării reclamelor. În mediul academic, lucrările de cercetare sunt adesea publicate în spatele paywall și sunt disponibile prin intermediul bibliotecilor academice care se abonează.
Paywall-urile au fost, de asemenea, folosite ca o modalitate de creștere a numărului de abonați la variantele tipărite ale unei lucrări; de exemplu, unele ziare oferă acces la conținut online plus livrarea unei ediții tipărite de duminică la un preț mai mic decât accesul online. Site-urile web ale ziarelor, cum ar fi cel al Boston Globe sau The New York Times folosesc această tactică, deoarece crește atât veniturile lor online, cât și circulația lor tipărită (care, la rândul său, oferă mai multe venituri din reclame).
În 1996, The Wall Street Journal a înființat și a continuat să mențină un paywall „dur”. A continuat să fie citit pe scară largă, dobândind peste un milion de utilizatori până la jumătatea anului 2007, și 15 milioane de vizitatori în martie 2008.
În 2010, pe urmele The Wall Street Journal, The Times (Londra) a implementat un paywall „dur”; o decizie care a fost controversată deoarece, spre deosebire de The Wall Street Journal, The Times este un site de știri generale și s-a spus că, în loc să plătească, utilizatorii ar căuta informațiile fără taxă în altă parte. Paywall-ul a fost considerat în practică a fi nici un succes, nici un eșec, după ce a recrutat 105.000 de vizitatori plătitori. În contrast, The Guardian a refuzat să folosească un paywall, invocând „credința într-un Internet deschis” și „grija în comunitate” drept raționament – o explicație găsită în articolul său de bun venit pentru cititorii de știri online care, blocați de pe site-ul The Times în urma implementarea paywall-ului lor, au venit la The Guardian pentru știri online. De atunci, The Guardian a experimentat alte metode de creștere a veniturilor, cum ar fi APIul deschis. Alte ziare, în special The New York Times, au oscilat între implementarea și eliminarea paywall-urilor. Deoarece știrile online rămân un mediu relativ nou, s-a sugerat că experimentarea este cheia pentru menținerea veniturilor, menținând în același timp mulțumiți consumatorii de știri online.